# Lanchères
 Lanchères  es una población y comuna francesa, en la región de Picardía, departamento de Somme, en el distrito de Abbeville y cantón de Saint-Valery-sur-Somme.

## Demografía
| 788 | 762 | 797 | 775 | 826 | 834 |
| Para los censos de 1962 a 1999 la población legal corresponde a la población sin duplicidades (Fuente: INSEE [Consultar]) |     |     |     |     |     |